# Resolución 30 del Consejo de Seguridad de las Naciones Unidas
La resolución 30 del Consejo de Seguridad de las Naciones Unidas, adoptada el 25 de agosto de 1947, fue una respuesta al deseo de los Países Bajos y de los Nacionalistas de Indonesia de intentar buscar una vía pacífica a la Revolución Nacional de Indonesia, para así poder acatar la Resolución 27. El Consejo de Seguridad requirió a ambos miembros la presencia de un miembro diplomático de Batavia para informar de la situación.
La resolución fue adoptada por siete votos a favor y con las abstenciones de Colombia, Polonia, la Unión Soviética y el Reino Unido.